# Otto Feyder
Otto Feyder (Chicago, 13 dicembre 1877 – Chicago, 10 febbraio 1961) è stato un ginnasta e multiplista statunitense.

## Carriera
Feyder partecipò ai Giochi olimpici di Saint Louis 1904 nelle gare di triathlon e ginnastica. Giunse nono nel concorso a squadre, novantasettesimo nel concorso generale individuale, cinquantaquattresimo nel triathlon e centosettesimo nel concorso a tre eventi.